# Begonia adscendens
Begonia adscendens é uma espécie de Begonia.